# Prudentove, Prîazovske
Prudentove (în ucraineană Прудентове) este un sat în comuna Hannivka din raionul Prîazovske, regiunea Zaporijjea, Ucraina.

## Demografie
Componența lingvistică a localității Prudentove
     Ucraineană (45,68%)
     Rusă (40,91%)
Conform recensământului din 2001, nu exista o limbă vorbită de majoritatea populației, aceasta fiind compusă din vorbitori de ucraineană (45,68%), rusă (40,91%) și armeană (8,41%).